# То, что никто не видит
«То, что никто не видит» (латыш. Tas, ko viņi neredz) — латвийский художественный фильм 2017 года режиссёра Станислава Токалова.

## Сюжет
Медсестра Эльза получает от своего шефа и любовника доктора Кауфмана задание ухаживать за молодым учёным Николя, впавшим в кому. Единственным близким для того существом является искусственный интеллект по имени Анна, с которой Эльза, полюбившая Николя, вынуждена вступить в опасную схватку за жизнь учёного.

## В ролях
- Катерина Шпица — Эльза
- Евгений Ткачук — Николя
- Андрис Кейш — Кауфман
- Арнис Лицитис — Вилис Янсонс, отец Николя
- Элина Дзелме — Санта, медсестра

## Награды и номинации
- Три номинации на  премию латвийского кино «Большой Кристап»: лучшая мужская роль (Евгений Ткачук),  лучший режиссёр (Станислав Токалов), лучший грим (Эмилия Эглите)